# Chapelle de Pépieux
La chapelle de Pépieux est une chapelle située à Pépieux, en France.

## Localisation
La chapelle est située sur la commune de Pépieux, dans le département français de l'Aude.

## Historique
L'édifice est inscrit au titre des monuments historiques en 1942.